# Birds Anonymous
Birds Anonymous (em Portugal: Pássaros Anónimos) é um filme de animação em curta-metragem estadunidense de 1957 dirigido e escrito por Friz Freleng e Warren Foster. Venceu o Oscar de melhor curta-metragem de animação na edição de 1958.